# Popovka (Saràtov)
|  | Per a altres significats, vegeu «Popovka». |

Popovka (en rus: Поповка) és un poble de l'óblast de Saràtov, a Rússia, segons el cens del 2010 tenia 341 habitants. Pertany al districte municipal de Khvalinsk.